# Comunità montana del Fortore
La comunità montana del Fortore è una comunità montana della Campania che raccoglie i comuni della provincia di Benevento ubicati lungo il corso del fiume Fortore, nonché quelli situati a oriente del Tammaro, nella valle del Miscano e nella valle dell'Ufita.
La sede della comunità montana si trova nel comune di San Bartolomeo in Galdo.

## Comuni aderenti
I comuni che la compongono sono:
1. Apice (dal 1998; in precedenza aveva fatto parte della comunità montana dell'Ufita)
2. Baselice
3. Buonalbergo
4. Castelfranco in Miscano
5. Castelvetere in Val Fortore
6. Foiano di Val Fortore
7. Ginestra degli Schiavoni
8. Molinara
9. Montefalcone di Val Fortore
10. San Bartolomeo in Galdo
11. San Giorgio La Molara
12. San Marco dei Cavoti

Dal 2023 è inoltre previsto il reintegro dei comuni non montani di Paduli e Sant'Arcangelo Trimonte.